# 比博 (新墨西哥州)
比博（英語：Bibo）是位於美國新墨西哥州錫沃拉縣的普查規定居民點。

## 人口
根據2020年美國人口普查的數據，比博的面積為10.87平方千米，當中陸地面積為10.86平方千米，而水域面積為0.01平方千米。當地共有人口121人，而人口密度為每平方千米11.13人。